# Selección de fútbol de los Países Bajos
La selección de fútbol de los Países Bajos (en neerlandés, Nederlands voetbalelftal) es el equipo representativo de este país en las competiciones oficiales desde 1905. Su organización está a cargo de la Real Asociación Neerlandesa de Fútbol (en neerlandés, Koninklijke Nederlandse Voetbalbond), que es una de las asociaciones más antiguas del mundo, pertenece a la UEFA y está afiliada a la FIFA. A menudo es citada también, imprecisamente, como la selección de fútbol de Holanda, siendo el uso de dicha denominación incluso más popular que la denominación oficial. Hasta el año 2020, la Real Asociación Neerlandesa de Fútbol promovía el uso de dicho nombre en el ámbito deportivo, pero en el marco de ciertas reformas relativas a la promoción del país en el extranjero aplicadas ese año, las autoridades decidieron reforzar la nomenclatura oficial del Estado, optando por el uso del término «Países Bajos» en ámbitos donde se seguía usando la denominación «Holanda». En atención a lo anterior, tanto la FIFA como la UEFA han adoptado las medidas necesarias para aplicar dicho cambio en lo referente al equipo neerlandés, siendo la denominación usada hoy en todos los ámbitos oficiales el de «selección de fútbol de los Países Bajos».
La selección neerlandesa de fútbol es uno de los equipos más importantes y de mayor prestigio del mundo. Ha participado en doce ediciones de la Copa Mundial de Fútbol, donde ha sido subcampeona en tres ediciones de la competición: 1974, 1978 y 2010; y además fue semifinalista en otras dos ediciones: 1998 y 2014. Además, ha competido diez veces en la Eurocopa, logrando el título en 1988. También, el equipo ganó una medalla de bronce en el torneo olímpico de 1908, 1912 y 1920. Fue subcampeón de la Liga de Naciones de la UEFA en la primera edición realizada en 2019. En la década de 1970, recibió el apodo de la Naranja Mecánica debido al color de su uniforme y al excelente nivel de juego alcanzado en aquellos años, el fútbol total, cuando consiguió llegar a dos finales consecutivas del Mundial, en las cuales perdió.
Es popularmente conocido como Oranje team (Oranje en neerlandés) debido al color de su uniforme. El club de fanes se conoce como Het Oranje Legioen (la Legión Naranja). En agosto de 2011, el equipo se clasificó número uno en la clasificación mundial de la FIFA, convirtiéndose así en el segundo equipo nacional de fútbol, después de España, en ser primero sin antes ganar una Copa del Mundo.

## Historia

### Inicios

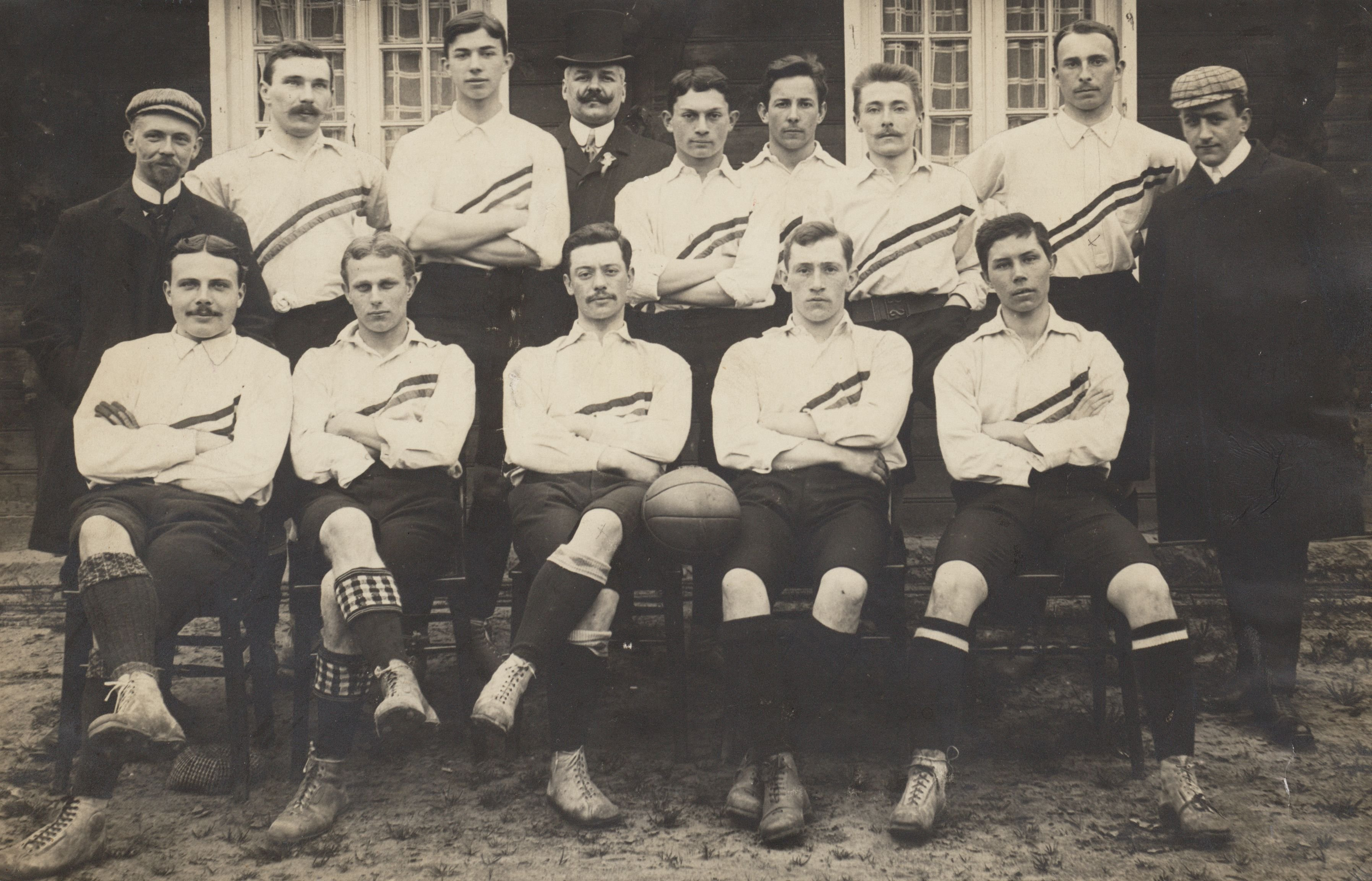
Selección neerlandesa en su primer partido internacional, el 30 de abril de 1905

La selección neerlandesa jugó su primer partido internacional en Amberes ante Bélgica, el 30 de abril de 1905. El partido terminó con victoria neerlandesa por 4-1, gracias a los cuatro goles anotados por Eddy de Neve. De Neve marcó en su carrera internacional seis goles en solo tres partidos. Aunque técnicamente, el jugador había disputado antes cuatro partidos con un equipo seleccionado por Cees van Hasselt, que también entrenó al equipo nacional ante Bélgica y durante los siguientes tres años.
Dichos partidos no fueron contabilizados por la KNVB debido a la ausencia de una federación para la organización, que apareció durante 1904, la Fédération internationale de football association. Estos cuatro partidos no oficiales fueron jugados ante un seleccionado no oficial de Inglaterra anualmente desde 1901 hasta 1904.

### Juegos Olímpicos

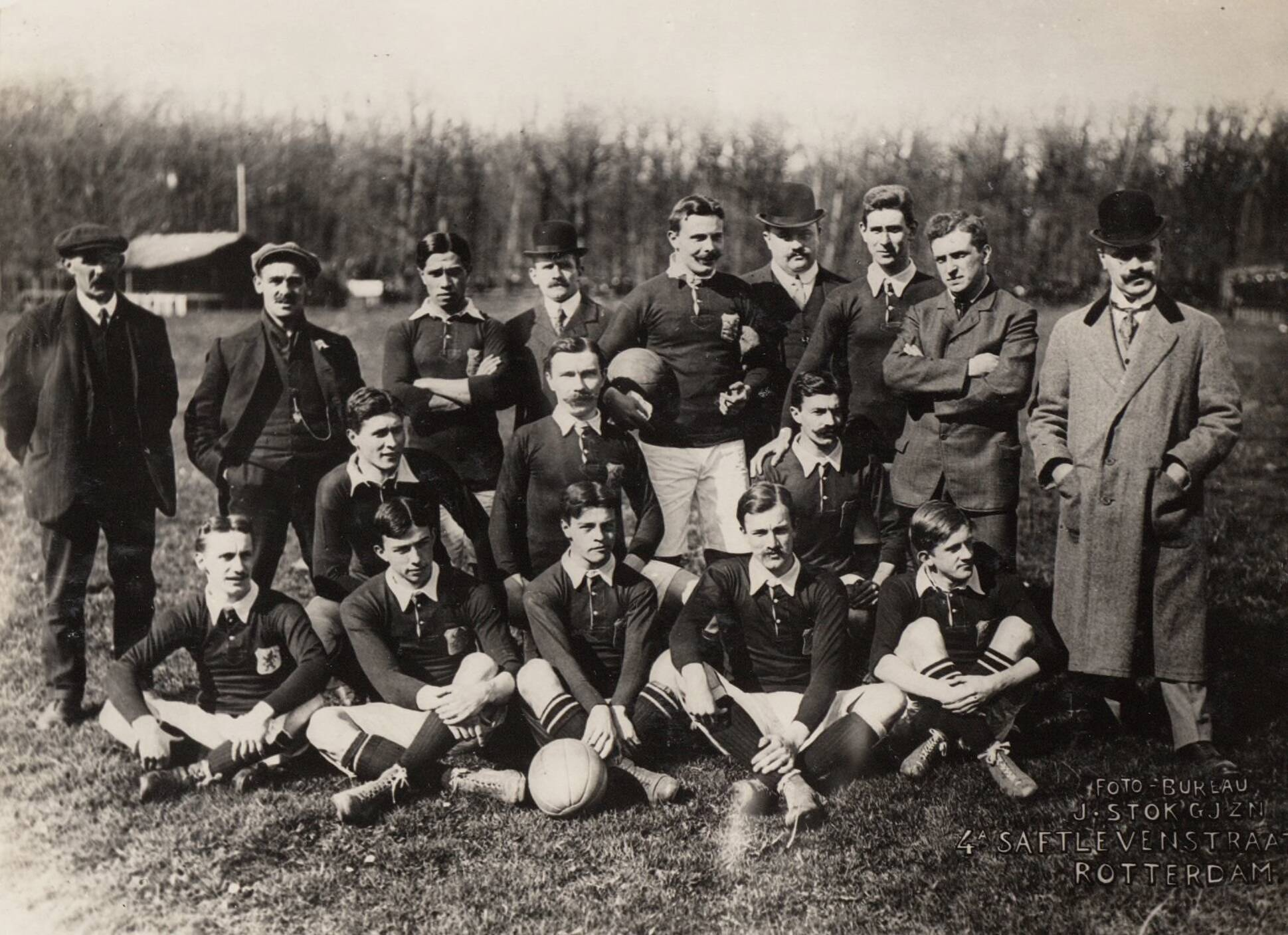
Alineación de la selección neerlandesa ante Bélgica, el 10 de abril de 1910, que ganó por 7 a 0.

Desde la fundación de la FIFA en 1904, se planteó la posibilidad de realizar un torneo a nivel mundial; sin embargo, la recién formada organización no contaba con los recursos y la infraestructura necesaria para semejante evento. Así, pidieron apoyo al Comité Olímpico Internacional, el que en 1906 aceptó la inclusión del fútbol en sus eventos deportivos.
En 1908 se celebró por primera vez un torneo de fútbol oficial en los Juegos Olímpicos. En dicha edición los Países Bajos se enfrentaron en los cuartos de final a Hungría, pero estos no se presentaron alegando problemas económicos. En semifinales se enfrentaron a la selección de fútbol del Reino Unido y fueron derrotados por 4-0, aunque vencieron el partido por el tercer y cuarto puesto a Suecia por 2-0. Los dos primeros goles en la historia olímpica fueron de Jops Reeman y Edu Snethlage.

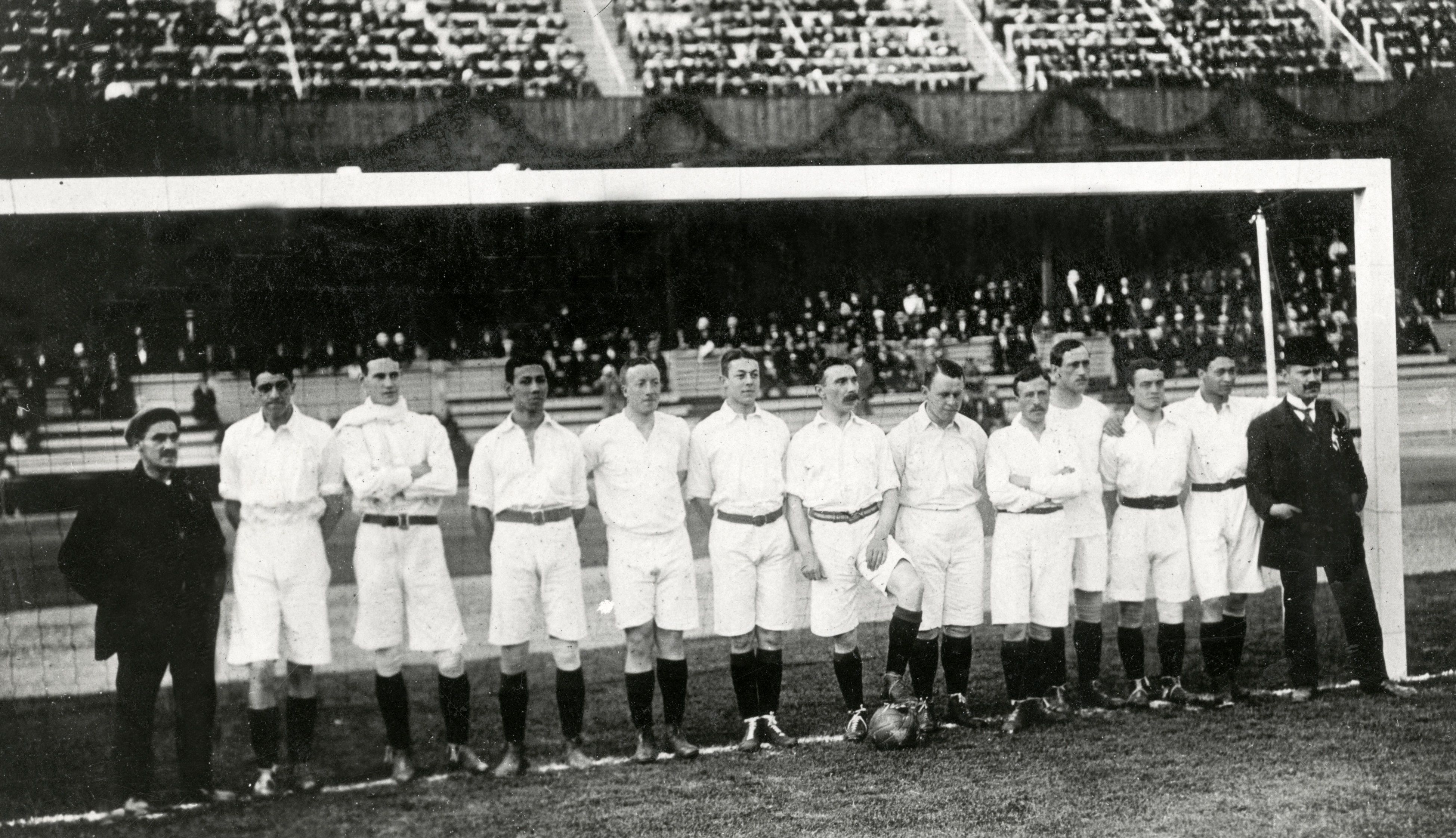
Selección en los Juegos Olímpicos de Estocolmo 1912

En la siguiente edición de los Juegos Olímpicos, en Estocolmo, se volvieron a enfrentar a Suecia el 29 de junio en el Estadio Olímpico de Estocolmo siendo la victoria para los neerlandeses tras una prórroga por 4-3. Al día siguiente, se enfrentaron a Austria y volvieron a vencer por 3-1, aunque fueron derrotados en las semifinales por 4-1 ante Dinamarca el 2 de julio. En el partido por la medalla de bronce, vencieron a Finlandia por 9-0, en partido jugado el 4 de julio en el estadio Råsunda. Jan Vos fue el tercer máximo goleador del torneo con ocho goles, destacando los cinco que anotó en la lucha por la medalla de bronce.

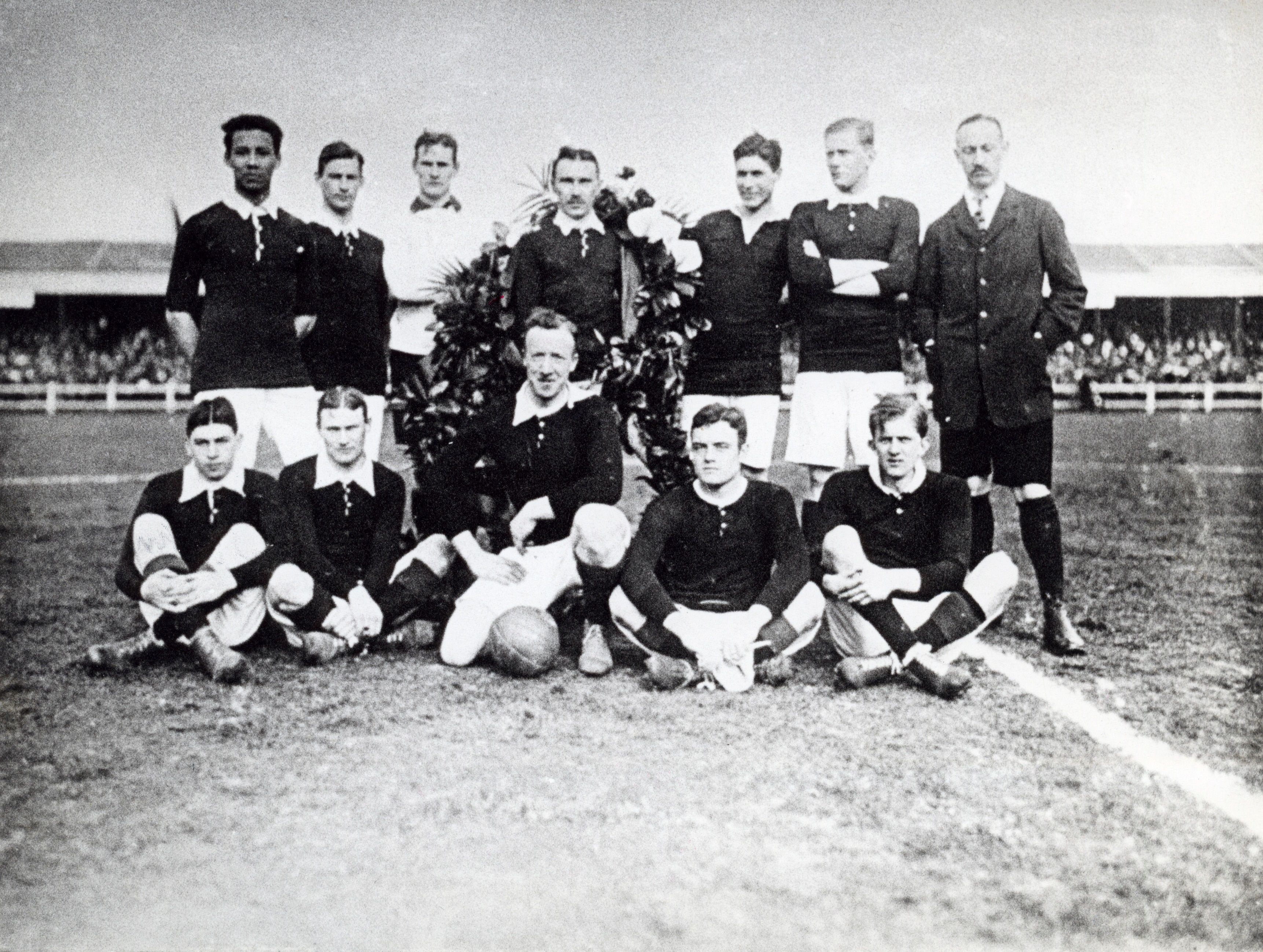
Foto del equipo que ganó a el 24 de marzo de 1913 por 2 goles a 1.

En los Juegos Olímpicos de Amberes 1920, disputaron la primera ronda del torneo ante Luxemburgo el 28 de agosto y vencieron por 3-0. En los cuartos de final volvieron a enfrentarse a Suecia y una vez más vencieron en la prórroga por 5-4. Sin embargo, una vez más fueron eliminados en las semifinales, en esta ocasión ante Bélgica por 3-0, el 31 de agosto. El partido de consolación debía enfrentar a los Países Bajos ante Francia, pero finalmente y por problemas en la final el ganador del partido entre los Países Bajos y España sería la medalla de plata. España ganó el partido y los Países Bajos se adjudicaron su tercera medalla de bronce consecutiva después del 3-1 final, el 5 de septiembre.
En los Juegos Olímpicos de París 1924, el equipo comenzó directamente en la segunda ronda, donde se enfrentó a Rumanía, a la que se impuso por 6-0, el 27 de mayo en París. En la siguiente ronda, los cuartos de final, se enfrentaron a Irlanda a la que también vencieron, después de la prórroga, por 2-1. En las semifinales, como había pasado en las tres ocasiones anteriores, se vieron superados por Uruguay por 2-1 y tuvieron que disputar el partido por la medalla de bronce. En dicho partido se volvieron a enfrentar a Suecia, el 8 de junio, terminando el partido con empate a un gol, siendo necesario un partido de desempate que se adjudicó la selección nórdica por 3-1.
El congreso de la FIFA se realizó en 1928 en la ciudad de Ámsterdam (coincidiendo con los Juegos Olímpicos de 1928 donde la selección había caído por 2-0 en primera ronda ante la campeona olímpica, Uruguay), decidiendo la realización finalmente de un torneo especializado, para el cual debería buscarse una sede. Rápidamente, varios países europeos presentaron su candidatura (Italia, Hungría, los Países Bajos, España y Suecia) junto con la de Uruguay.

### Años treinta

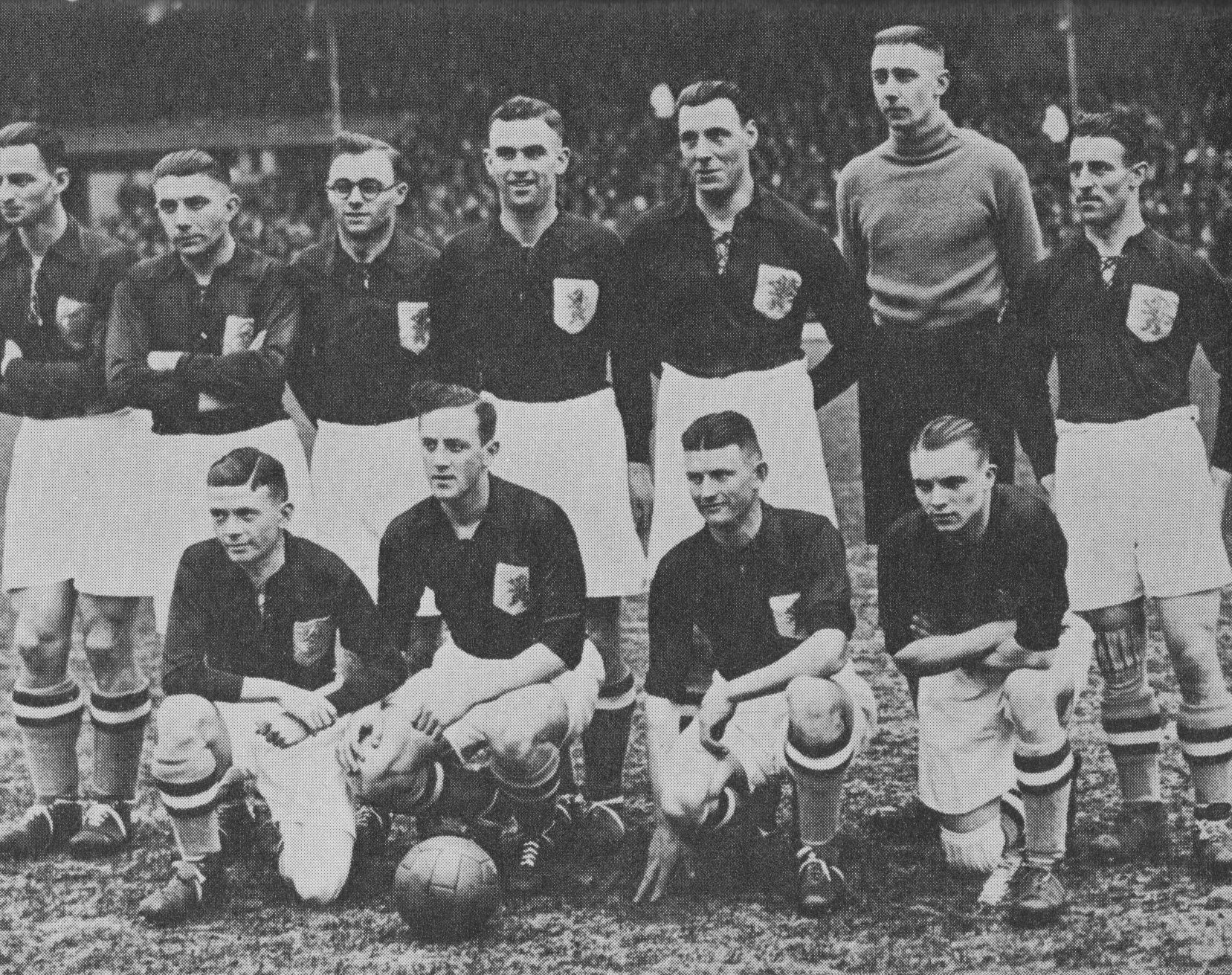
Partido ante Bélgica en Ámsterdam el 11 de marzo de 1934

Al ver que probablemente el torneo sería adjudicado a Uruguay, los candidatos europeos declinaron su candidatura favoreciendo a Italia. Sin embargo, el discurso del delegado argentino Adrián Béccar Varela promoviendo la candidatura de su país vecino, obligó al retiro de Italia. Así, Uruguay fue elegida unánimemente como sede del torneo y los Países Bajos rechazaron su presencia (junto con varias selecciones europeas) debido a los altos costos que implicaba el viaje a través del Océano Atlántico y la fuerte crisis económica que había azotado en el último año.
En la Copa Mundial de Fútbol de 1934, Benito Mussolini se encargó personalmente de que Italia no solo fuese elegida sede, sino que también obtuviera el título. Los Países Bajos debutaron el 27 de mayo de 1934 ante Suiza y fueron derrotados por 3-2. Los dos primeros goles en una Copa Mundial fueron de Kick Smit y de Leen Vente en el estadio Giuseppe Meazza de Milán.
Debido a los esfuerzos de varios franceses por la Copa Mundial de la FIFA, como Jules Rimet, Henri Delaunay o Robert Guérin, la Copa Mundial de Fútbol de 1938 se disputó en Francia. La clasificación se realizó en un grupo de tres, en el que estaban junto con Bélgica y Luxemburgo, ante los que empató (1-1) y ganó (4-0) respectivamente. Una vez comenzado el torneo disputaron la primera fase ante Checoslovaquia en el estadio Charles Argentin, perdiendo por 3-0 y siendo eliminados.

### Años cuarenta, cincuenta y sesenta

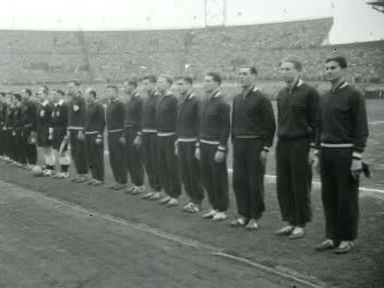
Alineación ante Bélgica el 3 de abril de 1955

Estas tres décadas estuvieron marcadas por la Segunda Guerra Mundial. Las competiciones se pararon y las que continuaron lo hacían sin algunos países, que estaban mermados por la guerra. Los Juegos Olímpicos por ejemplo no se celebraron desde Berlín 1936, donde la selección no se clasificó, hasta Londres 1948 donde solo se llegó a la primera fase. El 26 de julio debutaron en el torneo ganando a Irlanda por 3-1 en la ronda preliminar, pero se vieron superados en la primera ronda por Inglaterra, que ganó después de una prórroga por 4-3. En la siguiente edición, en Helsinki 1952 fueron derrotados por Brasil en la fase preliminar (5-1), el 16 de julio.
La Copa Mundial no se volvió a celebrar hasta 1950 y no tomaron parte en ella. Ya en 1958 disputaron la clasificación, pero fueron segundos del grupo 5, tras Austria, que les había vencido en una ocasión y en la otra habían empatado. En la clasificación de 1962, finalizaron en segundo lugar en el grupo 4 tras Hungría, que no perdió ningún partido y se clasificó con 7 puntos, por los 2 de los neerlandeses y 1 de la selección de Alemania Democrática. En 1966, volvió a ser eliminada de una fase final de la Copa Mundial. En esta ocasión tras ser tercera tras Suiza (nueve puntos) e Irlanda del Norte (ocho puntos) y obtener solo seis puntos.
La historia de la Eurocopa, por su parte, se remonta al año 1927, donde el francés Henri Delaunay, secretario de la Federación Francesa de Fútbol en ese entonces, formuló la idea de un campeonato de naciones europeas. Muchas selecciones de fútbol no estaban de acuerdo con la idea y el torneo no se concretó hasta 1957, año en que se realizó el Congreso de la UEFA. La primera edición se celebró en 1960, pero los Países Bajos no participaron. En la siguiente edición, en el año 1964 ganaron en la primera ronda a Suiza a doble partido, por un global de 4-2. En la siguiente ronda, sin embargo, perdieron ante Luxemburgo por un global de 3-2 y no consiguieron acceder a la fase final celebrada en España. En 1968 tampoco logró clasificarse para la fase final debido a que únicamente pudieron ganar 2 partidos y empatar otro, terminando en tercer lugar en el grupo 5, que se adjudicó Hungría por delante de Alemania Democrática.

### Años setenta

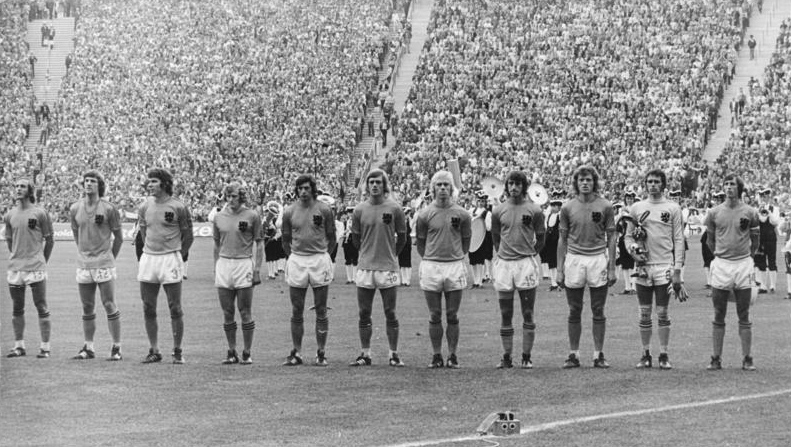
Jugadores de la selección neerlandesa en el Mundial de 1974, en el que llegaron a la final por primera vez.

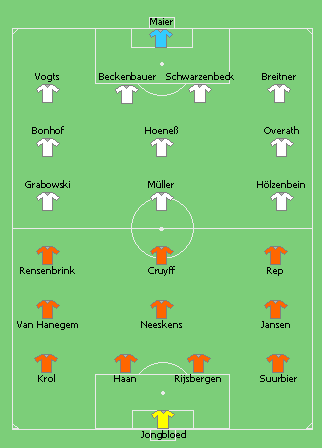
Alineación de la final de la Copa Mundial de Fútbol de 1974 en Alemania.

Alineación de la final del Mundial de 1978, celebrado en Argentina.

La selección neerlandesa no había calificado para una fase final de una Copa Mundial desde 1938, y era una selección menor que tampoco había tenido buenos resultados a nivel europeo. Sin embargo, comenzaron a practicar un fútbol total como el desplegado por los pioneros del Ajax Ámsterdam, liderados por Johan Cruyff. El entrenador era Rinus Michels y, tras ser primeros de grupo por delante de Suecia, Bulgaria y Uruguay, pasaron al siguiente grupo. Allí se enfrentaron primero a Argentina, a la que ganaron por 4-0, a Alemania Democrática, a la que ganaron por 2-0 y por último a Brasil, ante la que obtuvieron el mismo resultado. Así consiguieron alcanzar la final de la Copa Mundial de Fútbol de 1974, en la cual fueron vencidos por los anfitriones, Alemania federal. Se adelantaron con un gol de penalti que fue transformado por Johan Neeskens, pero otro penalti convertido por Paul Breitner y el definitivo gol de Gerd Müller dieron el título a los alemanes. Sin embargo, Cruyff obtuvo el galardón como mejor futbolista del torneo.
Finalizado el Mundial, la selección debió jugar la etapa clasificatoria del Campeonato Europeo de 1976. El equipo neerlandés estaba encuadrado dentro del grupo 5 junto con las selecciones de Italia, Polonia y Finlandia. Finalmente, quedó primera del grupo con cuatro victorias, dos derrotas y una puntuación final de ocho puntos. Ya en la fase final, se enfrentaron en cuartos de final a la selección de Bélgica. El partido de ida se jugó el 25 de abril en el estadio De Kuip y ganaron por 5-0. El partido de vuelta se jugó en el estadio Rey Balduino en Bruselas el 22 de mayo, y concluyó con un 1-2 a favor de los neerlandeses. En semifinales se enfrentaron contra la selección de Checoslovaquia, que venía de ganar a Gales, el 16 de junio en el Maksimir Stadium de Zagreb. Los checoslovacos vencieron por 3-1 en la prórroga y los neerlandeses tuvieron que conformarse con el partido por el tercer puesto contra el equipo anfitrión, Yugoslavia, que venía de perder 2-4 frente a la selección de Alemania federal. Este partido fue disputado el 19 de junio en el Maksimir Stadium, y acabó con un tanteo de 3-2 a favor de los Países Bajos en la prórroga.
Al finalizar el Mundial de 1974, Cruyff ya había amenazado con no volver a disputar otro mundial, pues no estaba de acuerdo con las concentraciones a las que obligaba la Federación de los Países Bajos. A esto se sumó la situación política de Argentina en el momento de la disputa del Mundial de 1978, con graves y sistemáticas violaciones a los derechos humanos que realizaba la dictadura imperante, por miedo a un posible secuestro y por no llegar a un acuerdo económico con la firma deportiva Adidas para llevar las tres tiras de la marca en la camiseta de la selección. En el Mundial anterior, Cruyff ya tuvo problemas y vistió una camiseta con dos rayas de la marca que lo patrocinaba, Puma, al contrario que el resto de compañeros que lucieron las tres rayas de Adidas.
En la Copa Mundial de Fútbol de 1978, ganaron por 3-0 a Irán, empataron ante Perú a 0 y perdieron por 3-2 ante Escocia, para pasar como segundos de grupo tras los peruanos. En la segunda fase, ganaron por 5-1 a Austria, empataron a 2 goles ante Alemania Federal y vencieron en el último partido de grupo a Italia por 2-1. Ya en la final, se enfrentaron a los anfitriones, Argentina. Tras el primer gol de Mario Kempes, los neerlandeses comenzaron a presionar, pero Ubaldo Fillol paró todo hasta ocho minutos antes de terminar cuando Dick Nanninga anotó. Cuando quedaba un minuto, Rob Rensenbrink dio al palo y terminaron perdiendo por 3-1 después de una prórroga en la que anotaron Daniel Bertoni y el máximo goleador del torneo, Mario Kempes.

### Años ochenta

Alineación en la final de la Eurocopa 1988.

A comienzos de la década, se clasificaron para la Eurocopa 1980, donde no pudieron pasar de la primera ronda. Fueron encuadrados en el grupo A, donde ganaron a Grecia, perdieron ante Alemania Federal y empataron ante Checoslovaquia con los que empataron en puntos, pero con peor diferencia de goles. Kees Kist fue con dos goles el segundo máximo goleador del torneo solo por detrás de Klaus Allofs con tres. Luego, participaron en el Mundialito, un torneo internacional amistoso que reunió a las federaciones campeonas mundiales hasta la fecha, aunque los Países Bajos sustituyeron a Inglaterra que declinó asistir. Quedaron eliminados en la primera fase, tras perder 2 a 0 contra Uruguay (campeón a la postre del torneo) y empatar 1 a 1 contra Italia.
En los siguientes grandes torneos, en la Copa Mundial de Fútbol de 1982, la Eurocopa 1984 y la Copa Mundial de Fútbol de 1986 fue aún peor, ya que no consiguieron la clasificación. En 1982, estuvieron encuadrados en el grupo 2 junto con Bélgica (11 puntos), Francia (10 puntos), Irlanda (10 puntos) y Chipre (0 puntos) siendo finalmente cuartos con 9 puntos, después de haber sido derrotados en el último partido por Francia (2-0), el 18 de noviembre de 1981. En 1984, fueron segundos de grupo empatados con España a 13 puntos, pero con peor diferencia de goles, después de que en el último partido España ganase por 12-1 a Malta. En 1986, tras ser segundos tras Hungría en el grupo 5, disputaron la eliminatoria clasificatoria ante Bélgica, ante la que perdieron por el mayor valor de los goles en campo contrario tras el 2-2 final.
El fútbol neerlandés a nivel de clubes también estaba pasando por una mala época, solo el AZ Alkmaar había llegado a una final europea, la que perdió en la Copa de la UEFA ante el Ipswich Town en 1981. Solo al final de la década se obtuvieron buenos resultados, en 1987 el Ajax Ámsterdam ganó la Recopa de Europa y al año siguiente llegó a la final. Aunque sin duda el punto culminante fue la consecución del título de la Copa de Campeones de Europa del PSV Eindhoven en 1988. Estos títulos reforzaron a la selección nacional, que en la final de la Eurocopa 1988 consiguió derrotar a la Unión Soviética por 2-0.
En la primera ronda del torneo tuvieron ciertos problemas, ya que perdieron el primer partido ante la propia Unión Soviética. En el segundo partido vencieron a Inglaterra con tres goles de Marco van Basten y en el último partido se jugaban la clasificación ante Irlanda, a la que ganaron con un gol de Wim Kieft en el minuto 82. En semifinales se enfrentaron al campeón del otro grupo, Alemania Federal, que era la gran favorita a la victoria, ya que jugaba en casa. Sin embargo, los neerlandeses vencieron por 1-2, después de ir perdiendo por 1-0. En la final se enfrentaron otra vez a la Unión Soviética que había derrotado en la otra semifinal a Italia por 2-0. A pesar de la victoria de los soviéticos en la fase de grupos, los neerlandeses ganaron y obtuvieron su primer título, gracias a los goles de Ruud Gullit y Marco van Basten.

### Años noventa

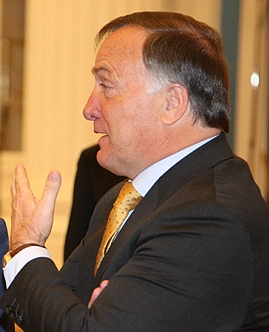
Dick Advocaat, entrenador en la Copa Mundial de Fútbol de 1994

Esta década fue la única en la que se clasificaron para todas las fases finales de la Copa Mundial, ya que obtuvieron el pase en el año 1990, 1994 y 1998. En la primera de esas ocasiones se habían creado muchas expectativas después de la victoria en la Eurocopa 1988. Sin embargo, la Copa Mundial de Fútbol de 1990 no comenzó bien. Van Basten no anotó, Gullit no se recuperó bien de una lesión y el equipo fue tercero en la fase de grupos por detrás de Inglaterra e Irlanda. En los octavos de final, se volvió a enfrentar a Alemania y fueron eliminados tras finalizar 2-1. El encuentro es recordado por el famoso momento en el que Frank Rijkaard escupió a Rudi Völler. En total empataron tres encuentros, perdieron uno y anotaron tres goles por cuatro en contra.
En la Eurocopa 1992, también fue una de las favoritas al triunfo, sobre todo después de ser la primera de grupo, ante Alemania, Escocia y la CEI. Sin embargo, fue eliminada en los penaltis por la futura campeona, Dinamarca tras empatar a dos goles en el tiempo reglamentario. En dicha competición destacó Dennis Bergkamp, que fue el máximo goleador de la competición con tres goles. Por otra parte fue el último torneo importante de Van Basten, que poco después se retiró del fútbol por una lesión. En la Copa Mundial de Fútbol de 1994, Bergkamp lideró el equipo con tres goles en la primera fase, que los clasificaron para los cuartos de final, por delante de Arabia Saudita, Bélgica y Marruecos, aunque con los mismos puntos que las dos primeras. En los octavos de final se enfrentaron a Irlanda, a la que derrotaron por 2-0. Sin embargo, una vez más fueron eliminados por los futuros campeones, Brasil por 3-2.
En la Eurocopa 1996, empataron a 0 goles ante Escocia y ganaron a Suiza por 2-0. Sin embargo, en el mismo grupo fueron goleados por Inglaterra, 4-1, aunque accedieron a la siguiente ronda como segundos. El 22 de junio, en los cuartos de final, se enfrentaron a Francia, ante la que perdieron a los penaltis tras el 0-0, tras el fallo de Clarence Seedorf. En la Copa Mundial de Fútbol de 1998, fue encuadrada en el grupo E, en el cual fue primera por delante de México, Bélgica y Corea del Sur, aunque solo ganaron a los coreanos y empataron ante los otros dos. En los octavos de final, derrotaron a Yugoslavia por 2-1. El segundo tanto fue anotado por Edgar Davids en las postrimerías del partido, después de un penalti fallado poco antes por el yugoslavo Predrag Mijatović. En los cuartos de final, se adelantaron a Argentina con un gol de Kluivert en el minuto 12, pero Claudio López empató para la albiceleste y solo en el minuto 88 ganaron el partido con un gran gol de Bergkamp. En las semifinales, se enfrentaron a Brasil. Se adelantaron los brasileños con un gol de Ronaldo a comienzos del segundo tiempo y el empate lo logró Patrick Kluivert de cabeza. En la prórroga no hubo más anotaciones y llegaron a los penaltis donde fallaron Cocu y Ronald de Boer. En el partido por el tercer puesto, también fueron derrotados por Croacia, 2-1. Bergkamp fue el segundo máximo anotador de la competición con cinco goles por detrás de Davor Šuker con seis.

### Primera década delsigloXXI

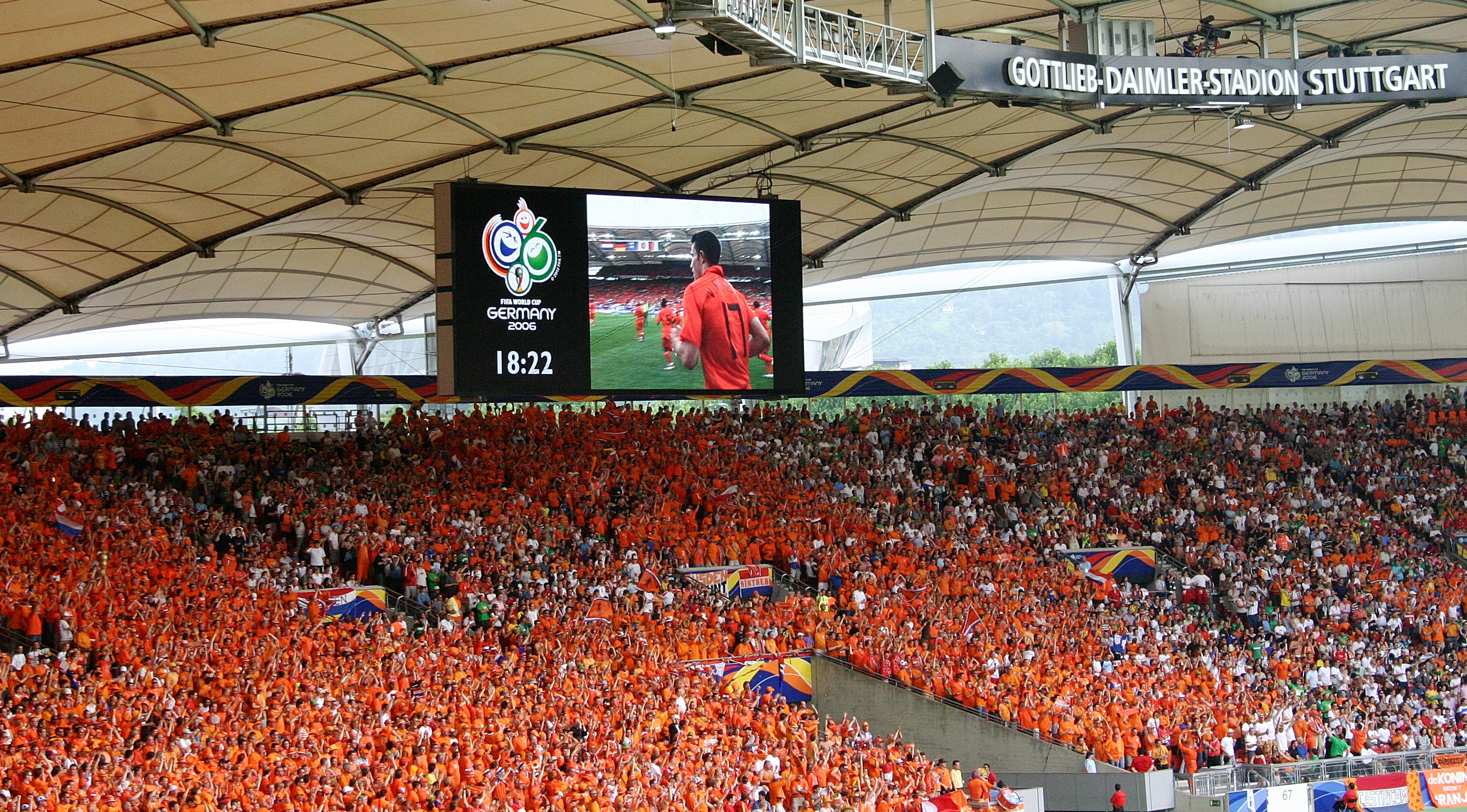
Aficionados con los colores tradicionales de la equipación nacional en la Copa Mundial de fútbol de 2006 en el Mercedes-Benz Arena de Stuttgart.

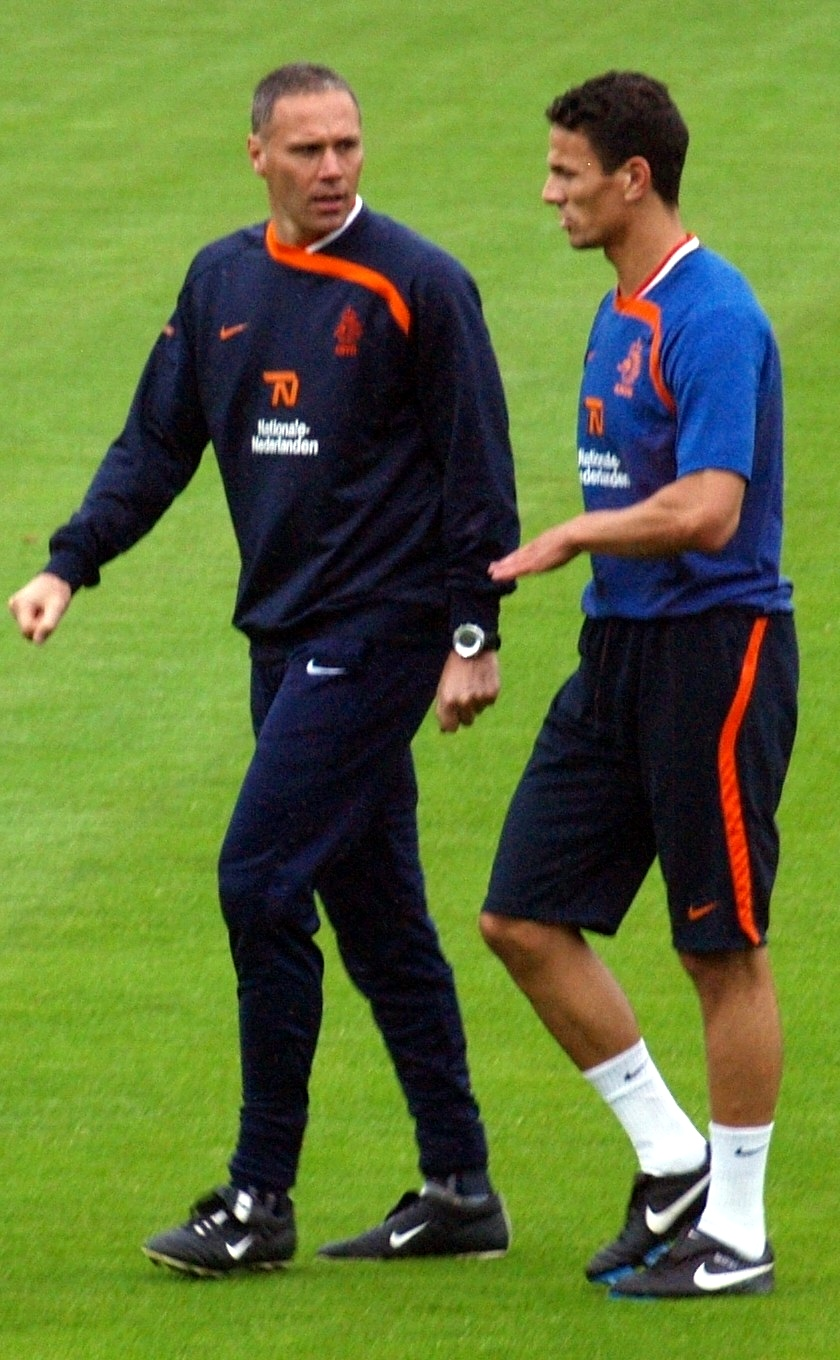
Marco van Basten y Khalid Boulahrouz en un entrenamiento en junio de 2008

La siguiente competición importante fue celebrada conjuntamente con Bélgica, la Eurocopa 2000 y Frank Rijkaard fue el entrenador. En la fase de grupos vencieron a la República Checa, a Dinamarca y a Francia y accedieron como primeros a los cuartos de final ante Yugoslavia. En este encuentro Kluivert anotó tres goles, Overmars dos y otro gol en propia meta para terminar 6-1. Sin embargo, y a pesar de ser los organizadores perdieron ante Italia en las semifinales a los penaltis tras el 0-0. Frank de Boer, Jaap Stam y Paul Bosvelt fallaron sus lanzamientos. Tras la competición, Rijkaard dimitió y lo sustituyó Louis van Gaal, que no logró clasificarse para la Copa Mundial de Fútbol de 2002 tras terminar como terceros de grupo tras Portugal e Irlanda.
En la Eurocopa 2004 y con Dick Advocaat como entrenador, empataron con Alemania, perdieron ante la República Checa y ganaron a Letonia en la fase de grupos en la que fueron segundos tras los checos. En los cuartos de final vencieron a Suecia a los penaltis tras el 0-0, pero en las semifinales fueron eliminados ante Portugal por 2-1. A partir de ahí, Marco van Basten se hizo cargo del equipo y lo clasificó para la Copa Mundial de Fútbol de 2006. En la primera fase, ganaron a Costa de Marfil y Serbia y Montenegro y se enfrentaron ya clasificados a Argentina por el primer puesto de grupo. El partido fue aburrido y terminó con 0-0, terminando en segundo lugar por la diferencia de goles y enfrentándose al primero del grupo D, Portugal. Tras ser expulsados cuatro jugadores y mostrarse 16 tarjetas amarillas, el partido concluyó con 1-0 a favor de los portugueses.
En 2008 se clasificaron para la Eurocopa tras finalizar como segunda del grupo G tras Rumanía (veintinueve puntos) y por delante de Bulgaria (veinticinco puntos). Ya en la fase final, jugaron en el grupo C, a priori el grupo más difícil, ya que estaban la campeona del mundo, Italia, y la subcampeona, Francia. Sin embargo, derrotaron a ambas claramente (3-0 y 4-1 respectivamente) y a la otra componente del grupo, Rumanía, por 2-0. Por el contrario, en la siguiente fase se vio sorprendida por Rusia que la ganó por 3-1, después de una prórroga que forzó el gol de Ruud van Nistelrooy en el minuto 86.
También ese año, la selección se clasificó para disputar los Juegos Olímpicos de Pekín 2008 después de 13 ediciones sin participar, desde los Juegos Olímpicos de Helsinki 1952 donde fueron eliminados en la ronda preliminar. En dicho torneo pasaron la primera fase como segundos de grupo después de empatar ante Nigeria y Estados Unidos y vencer a Japón. Sin embargo, en los cuartos de final fueron derrotados por los que serían los campeones olímpicos, Argentina, por 2-1, el 18 de agosto.

### Segunda década delsigloXXI

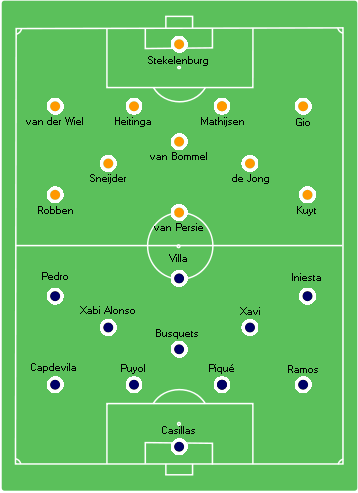
Alineaciones iniciales de la final de 2010 entre los Países Bajos (naranja) y España (azul marino).

Tras la Eurocopa, Van Basten fue sustituido por Bert van Marwijk que clasificó a su selección para la Copa Mundial de Fútbol de 2010 tras obtener el primer puesto del grupo con veinticuatro puntos. En la fase final del Mundial, disputada en Sudáfrica, quedó encuadrada en el grupo E, con Dinamarca, Japón y Camerún. El combinado neerlandés ganó sus tres encuentros y se clasificó como primera de grupo para la segunda fase. Llegó hasta la final, después de eliminar a Eslovaquia, Brasil y Uruguay. Sin embargo, perdió el partido decisivo contra España, que se proclamó campeona por 1-0 con un gol de Andrés Iniesta en la prórroga.
Tras ser eliminada en la primera fase de la Eurocopa 2012, sin sumar un solo punto, Bert van Marwijk dimitió y en su lugar se nombró a Louis van Gaal. Bajo la batuta de Van Gaal, la Oranje consiguió ser la primera selección europea en clasificarse para la Copa Mundial de Fútbol de 2014 en Brasil. Encuadrada en el grupo B del torneo, junto con España, Chile y Australia, dieron la sorpresa al ganar a España, campeona del mundo, por 5-1, tomándose la revancha de lo sucedido en la final celebrada cuatro años atrás. Tras derrotar a australianos y chilenos, se clasificó como primera de grupo para octavos de final, enfrentando a la selección mexicana a la que derrotó por 2-1. En cuartos de final, tuvo que pasar por la tanda de penaltis para superar a Costa Rica (0-0 t. s. 4-3 pens.), partido donde Louis van Gaal sorprendió al cambiar al portero titular Cillessen por su suplente Tim Krul que atajó dos penaltis costarricenses. En semifinales se enfrentaron a Argentina, sucumbiendo en la tanda de penaltis (0-0 t. s. 2-4 pens.). En el partido por el tercer lugar, ganaron a Brasil por 0-3, siendo el último encuentro de Van Gaal como técnico de la Oranje antes de ceder su puesto a su compatriota Guus Hiddink.
Después del Mundial disputaron la Clasificación para la Eurocopa 2016, debutando con derrota (2-1) frente a la República Checa. Tras ese revés ganaron a Kazajistán 3-1, en una increíble remontada, aunque volvió a tropezar ante Islandia por 2-0. Ganaron a Letonia en ambos partidos (6-0 y 0-2), pero empató contra Turquía. En septiembre, sufre dos derrotas: en casa contra Islandia 0-1; y de visita en Turquía 3-0. En octubre gana 1-2 a Kazajistán a domicilio; no obstante, Turquía gana 0-2 en República Checa, lo cual complica a los tulipanes la clasificación para la Eurocopa 2016. En la última jornada, pierden en casa 2-3 contra los checos, a la vez que Turquía se impone a Islandia 1-0, lo cual deja eliminados a los neerlandeses (cosa que no se dio desde 1984, cortando su racha de 7 participaciones consecutivas) y los turcos clasificados como mejores terceros.
Tras no clasificarse para la Eurocopa 2016, comenzó en septiembre del mismo año la Clasificación para la Copa Mundial de Rusia 2018, donde fueron cabeza de serie. Fueron ubicados en el grupo A, junto con rivales como Francia, Suecia y Bulgaria. En su primer partido visitó a Suecia, empatando 1 a 1. Posteriormente ganó a Bielorrusia 4 a 1, perdió de local contra Francia y ganó a Luxemburgo 1 a 3. En el siguiente partido perdió contra Bulgaria 2 a 0, por lo que el director técnico Danny Blind fue despedido.
Tras fichar a Dick Advocaat para tratar de clasificar al equipo, ganó a Luxemburgo 5 a 0, perdió ante Francia 4 a 0, y ganó a Bulgaria 3 a 1. Sin embargo, este resultado no fue suficiente para recuperar el segundo puesto de la clasificación. En el último partido del grupo, ganó a Suecia por 2 a 0, que terminó segunda de grupo aventajando a los neerlandeses por diferencia de goles, ya que hubiera sido necesario ganar por 7 a 0 a los suecos para pasar a la repesca mundialista.
Después de la eliminación del conjunto nacional de la previa del mundial de fútbol de Rusia, el mes de febrero de 2018 se fichó y presentó a Ronald Koeman como nuevo seleccionador del combinado naranja con el objetivo de reflotar el equipo de cara al mundial de 2022.
En la Liga de Naciones de la UEFA 2018-19, fue encuadrado en el grupo A1, para enfrentarse a Francia y Alemania. En su debut perdieron 2 a 1 ante Francia y en la segunda jornada golearon 3 a 0 a Alemania. En la vuelta lograron vencer 2 a 0 a Francia para asegurar su boleto a la final a cuatro, después de empatar en Alemania por 2 a 2.
En 2019, la final a cuatro de la Liga de Naciones se disputó en Portugal, entre el 5 y el 9 de junio. Los neerlandeses se enfrentaron a Inglaterra en el Estadio Dom Afonso Henriques, Guimarães, donde lograron vencer a los ingleses por 3 a 1 en la prórroga. En la final se enfrentaron contra Portugal, perdiendo por 1 a 0.
Antes de la final a cuatro, en marzo, se disputaron las eliminatorias de la Eurocopa 2020. Fue encuadrado en el grupo C, junto con Alemania, Irlanda del Norte, Estonia y Bielorrusia. En su debut lograron vencer a Bielorrusia (4-0). El siguiente partido fue contra Alemania, donde cayeron de locales (2-3). Tras la final a cuatro, se enfrentaron contra los alemanes nuevamente, logrando vencer de visita por 2 a 4. En la sexta jornada, derrotaron a Estonia por 0 a 4 de visita. Ante Irlanda del Norte vencieron como locales ante los irlandeses por 3 a 1 en la séptima jornada, contra los bielorrusos ganaron de visita (2-1) en la octava. Confirmaron su clasificación tras empatar con los irlandeses (0-0) de visita, logrando clasificar al torneo tras estar ausentes en la Eurocopa 2016 y la Copa Mundial de Fútbol de 2018.

### Tercera década delsigloXXI
El 19 de agosto de 2020, Koeman fichó por el FC Barcelona, renunciando el cargo de DT el 30 de agosto, por lo que Frank de Boer fue presentado como nuevo seleccionador el 23 de septiembre para sustituirlo. En la nueva Liga de Naciones de la UEFA 2020-21, fue sorteado en el grupo A1 junto con Polonia, Italia y Bosnia-Herzegovina. Ante Italia, cayeron de locales (1-0) y empataron (1-1) de visita, ante Polonia los derrotaron (2-1) de visita y (2-0) de local y ante Bosnia-Herzegovina empataron a 0 de visita y los derrotaron por 3 a 1 de local, consiguiendo 11 puntos insuficientes, quedando eliminados a favor de Italia, quien consiguió 12 puntos.
En la Eurocopa 2020, le tocó estar en el grupo D junto con Ucrania, Austria y Macedonia, y que este grupo tuvo derecho de jugar 3 partidos de local en el Johan Cruyff Arena, ganando los 3 partidos para obtener los 9 puntos y clasificar para los octavos de final para enfrentarse a República Checa el 27 de junio. En el partido, cayeron por 2 a 0 en Budapest y fueron eliminados de la competición europea. Y dos días después, tras la eliminación, Frank de Boer renunció como seleccionador.
En las eliminatorias para la Copa Mundial de 2022, los neerlandeses quedaron encuadrados en el grupo G junto con Noruega, Turquía, Letonia, Montenegro y Gibraltar. En las primeras tres jornadas, se enfrentaron contra los turcos, letones y gibraltareños. Ante Turquía perdieron 4 a 2 de visitantes, contra Letonia vencieron 2 a 0 de locales y contra Gibraltar ganaron 7 a 0 de visitantes. Tras el cese de Frank de Boer por su eliminación del torneo europeo, Louis van Gaal fue contratado como nuevo seleccionador. Regresaba a los banquillos cuatro años después tras sus problemas familiares. En su debut ante Noruega, lograron empatar 1 a 1 de visitantes. Después, consiguieron 4 victorias consecutivas, ante Montenegro por 4 a 0, ante Turquía 6 a 1, ante Letonia 1 a 0 y contra Gibraltar 6 a 0, consiguiendo recuperar el liderato para la clasificación directa. Ante Montenegro como visitante, obtuvieron un empate (2-2) tras perder 2 goles de ventaja. Noruega fue el siguiente rival para confirmar la clasificación para el Mundial, y con una victoria por 2 a 0, consiguieron la clasificación para el Mundial de Catar.
El sorteo para la Liga de Naciones de la UEFA 2022-23 se realizó en Nyon, Suiza, el 16 de diciembre de 2021 a las 18:00 CET, tocando en el grupo A4 para enfrentarse a Bélgica, Gales y Polonia.

## Resultados

### Últimos partidos y próximos encuentros
| Fecha      | Ciudad    | Local         | Resultado      | Visitante     | Competición                     |
| ---------- | --------- | ------------- | -------------- | ------------- | ------------------------------- |
| 02-07-2024 | Múnich    | Países Bajos  | 3:0            | Rumania       | Eurocopa 2024                   |
| 06-07-2024 | Berlín    | Países Bajos  | 2:1            | Turquía       | Eurocopa 2024                   |
| 10-07-2024 | Dortmund  | Inglaterra    | 2:1            | Países Bajos  | Eurocopa 2024                   |
| 07-09-2024 | Eindhoven | Países Bajos  | 5:2            | Bosnia y Hrz. | Liga de Naciones UEFA 24/25     |
| 10-09-2024 | Ámsterdam | Países Bajos  | 2:2            | Alemania      | Liga de Naciones UEFA 24/25     |
| 11-10-2024 | Budapest  | Hungría       | 1:1            | Países Bajos  | Liga de Naciones UEFA 24/25     |
| 14-10-2024 | Múnich    | Alemania      | 1:0            | Países Bajos  | Liga de Naciones UEFA 24/25     |
| 16-11-2024 | Ámsterdam | Países Bajos  | 4:0            | Hungría       | Liga de Naciones UEFA 24/25     |
| 19-11-2024 | Zenica    | Bosnia y Hrz. | 1:1            | Países Bajos  | Liga de Naciones UEFA 24/25     |
| 20-03-2025 | Rotterdam | Países Bajos  | 2:2            | España        | Liga de Naciones UEFA 24/25     |
| 23-03-2025 | Valencia  | España        | 3:3 (5:4 pen.) | Países Bajos  | Liga de Naciones UEFA 24/25     |
| 07-06-2025 | Helsinki  | Finlandia     | 0:2            | Países Bajos  | Clasificación Copa Mundial 2026 |
| 10-06-2025 | Groningen | Países Bajos  | 8:0            | Malta         | Clasificación Copa Mundial 2026 |
| 04-09-2025 | Rotterdam | Países Bajos  | -:-            | Polonia       | Clasificación Copa Mundial 2026 |
| 07-09-2025 | Kaunas    | Lituania      | -:-            | Países Bajos  | Clasificación Copa Mundial 2026 |
| 09-10-2025 | Ta' Qali  | Malta         | -:-            | Países Bajos  | Clasificación Copa Mundial 2026 |
| 12-10-2025 | Ámsterdam | Países Bajos  | -:-            | Finlandia     | Clasificación Copa Mundial 2026 |
| 14-11-2025 | Varsovia  | Polonia       | -:-            | Países Bajos  | Clasificación Copa Mundial 2026 |
| 17-11-2025 | TBD       | Países Bajos  | -:-            | Lituania      | Clasificación Copa Mundial 2026 |

## Uniforme y emblema

Escudo de armas de los Países Bajos

El equipo nacional utiliza camiseta naranja, por influencia de la Prinsenvlag. La camiseta alternativa generalmente es de color blanco, aunque en varias oportunidades se ha optado por el color azul y muy esporádicamente por el negro.
Nike es el proveedor del equipamiento de los futbolistas desde 1996 y por lo menos hasta 2018. En los años 70 había sido Adidas el proveedor oficial y después Lotto en la Copa Mundial de fútbol de 1994.
| Primera equipación | (Ver evolución) | Equipación actual |

## Jugadores

### Última convocatoria
Los siguientes futbolistas fueron convocados para los partidos de marzo de 2025 contra  España.
| #                           | Nombre               | Posición       | Edad    | PJ  | Goles | Club                         |
| --------------------------- | -------------------- | -------------- | ------- | --- | ----- | ---------------------------- |
| 1                           | Bart Verbruggen      | Portero        | 22 años | 20  | 0     | Brighton & Hove Albion F. C. |
| 13                          | Nick Olij            | Portero        | 29 años | 0   | 0     | Sparta Rotterdam             |
| 23                          | Mark Flekken         | Portero        | 32 años | 8   | 0     | Brentford F. C.              |
| 2                           | Lutsharel Geertruida | Defensa        | 25 años | 16  | 0     | R. B. Leipzig                |
| 4                           | Virgil van Dijk      | Defensa        | 34 años | 80  | 9     | Liverpool F. C.              |
| 5                           | Ian Maatsen          | Defensa        | 23 años | 1   | 1     | Aston Villa F. C.            |
| 6                           | Jan Paul van Hecke   | Defensa        | 25 años | 4   | 0     | Brighton & Hove Albion F. C. |
| 12                          | Jeremie Frimpong     | Defensa        | 24 años | 12  | 1     | Bayer Leverkusen             |
| 15                          | Matthijs de Ligt     | Defensa        | 25 años | 50  | 2     | Manchester United F. C.      |
| 22                          | Youri Baas           | Defensa        | 22 años | 0   | 0     | Ajax de Ámsterdam            |
| 7                           | Xavi Simons          | Centrocampista | 22 años | 26  | 4     | R. B. Leipzig                |
| 8                           | Teun Koopmeiners     | Centrocampista | 27 años | 25  | 3     | Juventus F. C.               |
| 14                          | Tijjani Reijnders    | Centrocampista | 26 años | 22  | 4     | A. C. Milan                  |
| 16                          | Kenneth Taylor       | Centrocampista | 23 años | 5   | 0     | Ajax de Ámsterdam            |
| 20                          | Mats Wieffer         | Centrocampista | 25 años | 13  | 1     | Brighton & Hove Albion F. C. |
| 21                          | Frenkie de Jong      | Centrocampista | 28 años | 57  | 2     | F. C. Barcelona              |
| 9                           | Brian Brobbey        | Delantero      | 23 años | 8   | 1     | Ajax de Ámsterdam            |
| 10                          | Memphis Depay        | Delantero      | 31 años | 100 | 47    | S. C. Corinthians            |
| 11                          | Cody Gakpo           | Delantero      | 26 años | 38  | 15    | Liverpool F. C.              |
| 17                          | Noa Lang             | Delantero      | 26 años | 13  | 2     | PSV Eindhoven                |
| 18                          | Donyell Malen        | Delantero      | 26 años | 42  | 9     | Aston Villa F. C.            |
| 19                          | Justin Kluivert      | Delantero      | 26 años | 5   | 0     | A. F. C. Bournemouth         |
| Bandera de los Países Bajos | Ronald Koeman        | Entrenador     | 62 años | 0   | 0     | Países Bajos                 |

### Más participaciones

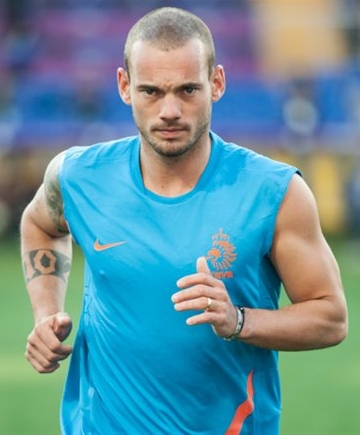
Wesley Sneijder es el jugador con más partidos internacionales de los Países Bajos.

Actualizado al 23 de marzo de 2025.
| #  | Jugador                  | Periodo   | Partidos | Goles |
| -- | ------------------------ | --------- | -------- | ----- |
| 1  | Wesley Sneijder          | 2003-2018 | 134      | 31    |
| 2  | Edwin van der Sar        | 1995-2008 | 130      | 0     |
| 3  | Frank de Boer            | 1990-2004 | 112      | 13    |
| 4  | Rafael van der Vaart     | 2001-2013 | 109      | 25    |
| 5  | Daley Blind              | 2013-act  | 108      | 3     |
| 6  | Giovanni van Bronckhorst | 1996-2010 | 106      | 6     |
| 7  | Dirk Kuyt                | 2003-2014 | 104      | 24    |
| 8  | Robin van Persie         | 2005-2017 | 102      | 50    |
| 9  | Phillip Cocu             | 1996-2006 | 100      | 10    |
| 10 | Memphis Depay            | 2013-act  | 102      | 47    |

### Máximos goleadores

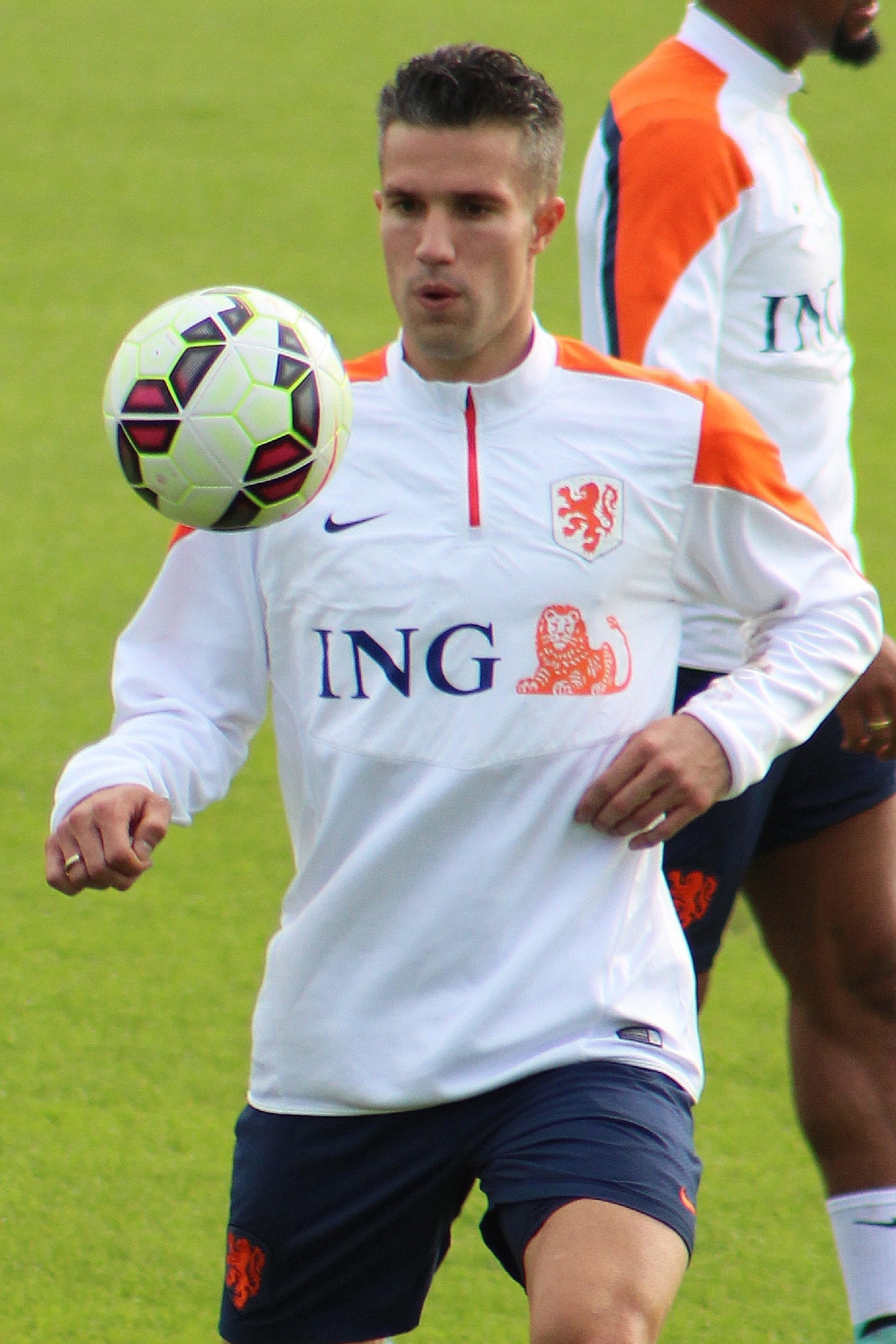
Robin van Persie es el máximo goleador de los Países Bajos con cincuenta goles.

Actualizado al 7 de junio de 2025.
| #  | Jugador             | Periodo   | Goles | PJ. | Promedio |
| -- | ------------------- | --------- | ----- | --- | -------- |
| 1  | Robin van Persie    | 2005-2017 | 50    | 102 | 0,49     |
| 2  | Memphis Depay       | 2013-act. | 50    | 102 | 0,47     |
| 3  | Klaas-Jan Huntelaar | 2006-2015 | 42    | 76  | 0,55     |
| 4  | Patrick Kluivert    | 1994-2004 | 40    | 79  | 0,51     |
| 5  | Dennis Bergkamp     | 1990-2000 | 37    | 79  | 0,47     |
| 6  | Arjen Robben        | 2003-2017 | 37    | 96  | 0,39     |
| 7  | Faas Wilkes         | 1946-1961 | 35    | 38  | 0,92     |
| 8  | Ruud van Nistelrooy | 1998-2011 | 35    | 70  | 0,50     |
| 9  | Abe Lenstra         | 1940-1959 | 33    | 47  | 0,70     |
| 10 | Johan Cruyff        | 1966-1977 | 33    | 48  | 0,69     |
| 11 | Wesley Sneijder     | 2003-2018 | 30    | 134 | 0,22     |

## Estadísticas

### Copa Mundial de Fútbol
| Copa Mundo | Copa Mundo       | Copa Mundo    | Copa Mundo    | Copa Mundo    | Copa Mundo    | Copa Mundo    | Copa Mundo    | Copa Mundo    | Copa Mundo    | Copa Mundo    | Copa Mundo    | Copa Mundo                            |
| Edición    | Resultado        | Pos.          | PJ            | PG            | PE            | PP            | GF            | GC            | Dif.          | Pts.          | Rend.         | Goleador                              |
| ---------- | ---------------- | ------------- | ------------- | ------------- | ------------- | ------------- | ------------- | ------------- | ------------- | ------------- | ------------- | ------------------------------------- |
| 1930       | No participó     | No participó  | No participó  | No participó  | No participó  | No participó  | No participó  | No participó  | No participó  | No participó  | No participó  | No participó                          |
| 1934       | Octavos de final | 9.º           | 1             | 0             | 0             | 1             | 2             | 3             | –1            | 0             | 0%            | Smit, Vente: 1                        |
| 1938       | Octavos de final | 14.º          | 1             | 0             | 0             | 1             | 0             | 3             | –3            | 0             | 0%            | -                                     |
| 1950       | No participó     | No participó  | No participó  | No participó  | No participó  | No participó  | No participó  | No participó  | No participó  | No participó  | No participó  | No participó                          |
| 1954       | No clasificó     | No clasificó  | No clasificó  | No clasificó  | No clasificó  | No clasificó  | No clasificó  | No clasificó  | No clasificó  | No clasificó  | No clasificó  | No clasificó                          |
| 1958       | No clasificó     | No clasificó  | No clasificó  | No clasificó  | No clasificó  | No clasificó  | No clasificó  | No clasificó  | No clasificó  | No clasificó  | No clasificó  | No clasificó                          |
| 1962       | No clasificó     | No clasificó  | No clasificó  | No clasificó  | No clasificó  | No clasificó  | No clasificó  | No clasificó  | No clasificó  | No clasificó  | No clasificó  | No clasificó                          |
| 1966       | No clasificó     | No clasificó  | No clasificó  | No clasificó  | No clasificó  | No clasificó  | No clasificó  | No clasificó  | No clasificó  | No clasificó  | No clasificó  | No clasificó                          |
| 1970       | No clasificó     | No clasificó  | No clasificó  | No clasificó  | No clasificó  | No clasificó  | No clasificó  | No clasificó  | No clasificó  | No clasificó  | No clasificó  | No clasificó                          |
| 1974       | Subcampeón       | 2.º           | 7             | 5             | 1             | 1             | 15            | 3             | +12           | 11            | 78,57%        | Johan Neeskens: 5                     |
| 1978       | Subcampeón       | 2.º           | 7             | 3             | 2             | 2             | 15            | 10            | +5            | 8             | 57,14%        | Rob Rensenbrink: 5                    |
| 1982       | No clasificó     | No clasificó  | No clasificó  | No clasificó  | No clasificó  | No clasificó  | No clasificó  | No clasificó  | No clasificó  | No clasificó  | No clasificó  | No clasificó                          |
| 1986       | No clasificó     | No clasificó  | No clasificó  | No clasificó  | No clasificó  | No clasificó  | No clasificó  | No clasificó  | No clasificó  | No clasificó  | No clasificó  | No clasificó                          |
| 1990       | Octavos de final | 15.º          | 4             | 0             | 3             | 1             | 3             | 4             | –1            | 3             | 37,5%         | Gullit, Kieft, Koeman: 1              |
| 1994       | Cuartos de final | 7.º           | 5             | 3             | 0             | 2             | 8             | 6             | +2            | 9             | 60%           | Dennis Bergkamp: 3                    |
| 1998       | Cuarto puesto    | 4.º           | 7             | 3             | 3             | 1             | 13            | 7             | +6            | 12            | 57,14%        | Dennis Bergkamp: 3                    |
| 2002       | No clasificó     | No clasificó  | No clasificó  | No clasificó  | No clasificó  | No clasificó  | No clasificó  | No clasificó  | No clasificó  | No clasificó  | No clasificó  | No clasificó                          |
| 2006       | Octavos de final | 11.º          | 4             | 2             | 1             | 1             | 3             | 2             | +1            | 7             | 58,33%        | Robben, van Persie, van Nistelrooy: 1 |
| 2010       | Subcampeón       | 2.º           | 7             | 6             | 0             | 1             | 12            | 6             | +6            | 18            | 85,71%        | Wesley Sneijder: 5                    |
| 2014       | Tercer puesto    | 3.º           | 7             | 5             | 2             | 0             | 15            | 4             | +11           | 17            | 80,95%        | Robin van Persie: 4                   |
| 2018       | No clasificó     | No clasificó  | No clasificó  | No clasificó  | No clasificó  | No clasificó  | No clasificó  | No clasificó  | No clasificó  | No clasificó  | No clasificó  | No clasificó                          |
| 2022       | Cuartos de final | 5.º           | 5             | 3             | 2             | 0             | 10            | 4             | +6            | 11            | 73,33%        | Cody Gakpo: 3                         |
| 2026       | Por definirse    | Por definirse | Por definirse | Por definirse | Por definirse | Por definirse | Por definirse | Por definirse | Por definirse | Por definirse | Por definirse | Por definirse                         |
| 2030       | Por definirse    | Por definirse | Por definirse | Por definirse | Por definirse | Por definirse | Por definirse | Por definirse | Por definirse | Por definirse | Por definirse | Por definirse                         |
| 2034       | Por definirse    | Por definirse | Por definirse | Por definirse | Por definirse | Por definirse | Por definirse | Por definirse | Por definirse | Por definirse | Por definirse | Por definirse                         |
| Total      | 11/22            | 8.º           | 55            | 30            | 14            | 11            | 96            | 52            | +44           | 96            | -             | Johnny Rep: 7                         |

### Eurocopa
| Eurocopa | Eurocopa         | Eurocopa      | Eurocopa      | Eurocopa      | Eurocopa      | Eurocopa      | Eurocopa      | Eurocopa      | Eurocopa      | Eurocopa      | Eurocopa      | Eurocopa                                |
| Edición  | Resultado        | Pos.          | PJ            | PG            | PE            | PP            | GF            | GC            | Dif.          | Pts.          | Rend.         | Goleador                                |
| -------- | ---------------- | ------------- | ------------- | ------------- | ------------- | ------------- | ------------- | ------------- | ------------- | ------------- | ------------- | --------------------------------------- |
| 1960     | No participó     | No participó  | No participó  | No participó  | No participó  | No participó  | No participó  | No participó  | No participó  | No participó  | No participó  | No participó                            |
| 1964     | No clasificó     | No clasificó  | No clasificó  | No clasificó  | No clasificó  | No clasificó  | No clasificó  | No clasificó  | No clasificó  | No clasificó  | No clasificó  | No clasificó                            |
| 1968     | No clasificó     | No clasificó  | No clasificó  | No clasificó  | No clasificó  | No clasificó  | No clasificó  | No clasificó  | No clasificó  | No clasificó  | No clasificó  | No clasificó                            |
| 1972     | No clasificó     | No clasificó  | No clasificó  | No clasificó  | No clasificó  | No clasificó  | No clasificó  | No clasificó  | No clasificó  | No clasificó  | No clasificó  | No clasificó                            |
| 1976     | Tercer lugar     | 3.º           | 2             | 1             | 0             | 1             | 4             | 5             | –1            | 2             | 50%           | Rob Rensenbrink: 3                      |
| 1980     | Primera fase     | 5.º           | 3             | 1             | 1             | 1             | 4             | 4             | 0             | 3             | 50%           | Kees Kist: 2                            |
| 1984     | No clasificó     | No clasificó  | No clasificó  | No clasificó  | No clasificó  | No clasificó  | No clasificó  | No clasificó  | No clasificó  | No clasificó  | No clasificó  | No clasificó                            |
| 1988     | Campeón          | 1.º           | 5             | 4             | 0             | 1             | 8             | 3             | +5            | 8             | 80%           | Marco van Basten: 5                     |
| 1992     | Semifinales      | 3.º           | 4             | 2             | 2             | 0             | 6             | 3             | +3            | 6             | 75%           | Dennis Bergkamp: 3                      |
| 1996     | Cuartos de final | 8.º           | 4             | 1             | 2             | 1             | 3             | 4             | –1            | 5             | 41,66%        | Bergkamp, Cruyff, Kluivert: 1           |
| 2000     | Semifinales      | 3.º           | 5             | 4             | 1             | 0             | 13            | 3             | +10           | 13            | 86,66%        | Patrick Kluivert: 5                     |
| 2004     | Semifinales      | 4.º           | 5             | 1             | 2             | 2             | 7             | 6             | +1            | 5             | 33,33%        | Ruud van Nistelrooy: 4                  |
| 2008     | Cuartos de final | 6.º           | 4             | 3             | 0             | 1             | 10            | 4             | +6            | 9             | 75%           | Sneijder, van Nistelrooy, van Persie: 2 |
| 2012     | Primera fase     | 15.º          | 3             | 0             | 0             | 3             | 2             | 5             | –3            | 0             | 0%            | van der Vaart, van Persie: 1            |
| 2016     | No clasificó     | No clasificó  | No clasificó  | No clasificó  | No clasificó  | No clasificó  | No clasificó  | No clasificó  | No clasificó  | No clasificó  | No clasificó  | No clasificó                            |
| 2020     | Octavos de final | 9.º           | 4             | 3             | 0             | 1             | 8             | 4             | +4            | 9             | 75%           | Georginio Wijnaldum: 3                  |
| 2024     | Semifinales      | 3.º           | 6             | 3             | 1             | 2             | 9             | 6             | +3            | 10            | 55,56%        | Cody Gakpo: 3                           |
| 2028     | Por definirse    | Por definirse | Por definirse | Por definirse | Por definirse | Por definirse | Por definirse | Por definirse | Por definirse | Por definirse | Por definirse | Por definirse                           |
| 2032     | Por definirse    | Por definirse | Por definirse | Por definirse | Por definirse | Por definirse | Por definirse | Por definirse | Por definirse | Por definirse | Por definirse | Por definirse                           |
| Total    | 11/17            | 5.º           | 45            | 23            | 9             | 13            | 74            | 47            | +27           | 78            | -             | Kluivert y van Nistelrooy: 6            |

### Juegos Olímpicos
| Juegos Olímpicos                                                                                         | Juegos Olímpicos              | Juegos Olímpicos              | Juegos Olímpicos              | Juegos Olímpicos              | Juegos Olímpicos              | Juegos Olímpicos              | Juegos Olímpicos              | Juegos Olímpicos              | Juegos Olímpicos              | Juegos Olímpicos              |
| Año | Ronda                         | Posición                      | PJ                            | PG                            | PE                            | PP                            | GF                            | GC                            | Dif.                          | Goleador                      |
| --- | ----------------------------- | ----------------------------- | ----------------------------- | ----------------------------- | ----------------------------- | ----------------------------- | ----------------------------- | ----------------------------- | ----------------------------- | ----------------------------- |
| 1908 | Tercer lugar                  | 3.º                           | 2                             | 1                             | 0                             | 1                             | 2                             | 4                             | –2                            | Reeman y Snethlag: 1          |
| 1912 | Tercer lugar                  | 3.º                           | 4                             | 3                             | 0                             | 1                             | 17                            | 8                             | +9                            | Jan Vos: 8                    |
| 1920 | Tercer lugar                  | 3.º                           | 3                             | 2                             | 0                             | 2                             | 9                             | 10                            | –1                            | Ber Groosjohan: 5             |
| 1924 | Cuarto lugar                  | 4.º                           | 5                             | 1                             | 0                             | 1                             | 11                            | 7                             | +4                            | Kees Pijl: 5                  |
| 1928 | Octavos de final              | 13.º                          | 3                             | 1                             | 1                             | 1                             | 5                             | 5                             | 0                             | Ghering y Smeets: 2           |
| 1932 | No hubo competición de fútbol | No hubo competición de fútbol | No hubo competición de fútbol | No hubo competición de fútbol | No hubo competición de fútbol | No hubo competición de fútbol | No hubo competición de fútbol | No hubo competición de fútbol | No hubo competición de fútbol | No hubo competición de fútbol |
| 1936 | No participó                  | No participó                  | No participó                  | No participó                  | No participó                  | No participó                  | No participó                  | No participó                  | No participó                  | No participó                  |
| 1948 | Primera fase                  | 9.º                           | 2                             | 1                             | 0                             | 1                             | 6                             | 5                             | +1                            | Faas Wilkes: 3                |
| Desde 1952 los Juegos Olímpicos los disputan selecciones amateurs, y a partir de 1992 selecciones sub-23 |                               |                               |                               |                               |                               |                               |                               |                               |                               |                               |
| Total | 6/7                           | -                             | 26                            | 12                            | 5                             | 9                             | 59                            | 46                            | +13                           | Jan Vos: 8                    |

### Finales disputadas
La presente lista incluye solo partidos finales jugados por torneos mundiales, intercontinentales, y continentales oficiales a nivel de Selecciones absolutas.
| Año  | Torneo        | Resultado                           |
| ---- | ------------- | ----------------------------------- |
| 1974 | Mundial       | Países Bajos 1 - 2 Alemania Federal |
| 1978 | Mundial       | Países Bajos 1 - 3 Argentina        |
| 1988 | Eurocopa      | Unión Soviética 0 - 2 Países Bajos  |
| 2010 | Mundial       | Países Bajos 0- 1 España            |
| 2019 | Liga Naciones | Portugal 1 - 0 Países Bajos         |

- Países Bajos jugó 5 finales: ganó 1 y perdió 4: (1-4)

## Entrenadores
| - Cees van Hasselt (1905-1908) - Edgar Chadwick (1908-1913) - Jimmy Hogan (1910) - Tom Bradshaw (1913) - Billy Hunter (1914) - Jack Reynolds (1919) - Fred Warburton (1919-1923) - Jim Waites (1921) - Bob Glendenning (1923) - Bill Townley (1924) - J.E. Bollington (1924) - Bob Glendenning (1925-1940) - Karel Kaufman (1946) - Jesse Carver (1947-1948) - Tom Sneddon (1948) - Karel Kaufman (1949) - Jaap van der Leck (1949-1954) - Karel Kaufman (1954-1955) - Friedrich Donenfeld (1955) - Max Merkel (1955-1956) - Heinrich Müller (1956) | - Friedrich Donenfeld (1956-1957) - George Hardwick (1957) - Elek Schwartz (1957-1964) - Denis Neville (1964-1966) - Georg Kessler (1966-1970) - Frantisek Fadrhonc (1970-1974) - Rinus Michels (1974) - George Knobel (1974-1976) - Jan Zwartkruis (1976-1977) - Ernst Happel (1977-1978) - Jan Zwartkruis (1978-1981) - Rob Baan (1981) - Kees Rijvers (1981) - Rob Baan (1981) - Kees Rijvers (1981-1984) - Rinus Michels (1984-1985) - Leo Beenhakker (1985-1986) - Rinus Michels (1986-1988) - Thijs Libregts (1988-1990) - Nol de Ruiter (1990) - Leo Beenhakker (1990) | - Rinus Michels (1990-1992) - Dick Advocaat (1992-1995) - Guus Hiddink (1995-1998) - Jan Rab (1997) - Frank Rijkaard (1998-2000) - Louis van Gaal (2000-2002) - Dick Advocaat (2002-2004) - Marco van Basten (2004-2008) - Bert van Marwijk (2008-2012) - Louis van Gaal (2012-2014) - Guus Hiddink (2014-2015) - Danny Blind (2015-2017) - Fred Grim (2017) - Dick Advocaat (2017) - Ronald Koeman (2018-2020) - Dwight Lodeweges (2020) - Frank de Boer (2020-2021) - Louis van Gaal (2021-2022) - Ronald Koeman (2023-act.) |

## Palmarés

### Selección absoluta
| Competición                     |          |                       |                                   |
| ------------------------------- | -------- | --------------------- | --------------------------------- |
| Copa Mundial de Fútbol          | -        | 3 (1974, 1978 y 2010) | 1 (2014)                          |
| Eurocopa                        | 1 (1988) | -                     | 5 (1976, 1992, 2000, 2004 y 2024) |
| Juegos Olímpicos                | -        | -                     | 3 (1908, 1912 y 1920)             |
| Liga de las Naciones de la UEFA |          | 1 (2018-19)           |                                   |

### Selección sub-21
- Eurocopa Sub-21:
  -  Campeón:(2) 2006 y 2007.
  -  Tercero (2): 1988, 2013.

### Selección sub-19
- Eurocopa Sub-19:
  -  Campeón: (1) 2025.
  -  Subcampeón (3): 1948, 1949, 1970.

### Selección sub-17
- Copa Mundial de Fútbol Sub-17:
  -  Tercero (1): 2005.
- Eurocopa Sub-17:
  -  Campeón (4): 2011, 2012, 2018, 2019.
  -  Subcampeón (3): 2005, 2009, 2014.
  -  Tercero (3): 2000, 2008, 2016.

### Amistosos
- Torneo Internacional Aficionado: 1948.[86]
- Torneo Internacional de París: 1978.
- Marah Halim Cup: 1980.[87]
- Torneo 100.º aniversario KNVB: 1989.[88]
- Nelson Mandela Challenge Cup: 1997.[89]

### Amistosos juveniles
- Copa del Atlántico Juvenil (Gran Canaria): 1993.
- Torneo 4 Naciones (Sub-18): 1972, 1974, 1979.
- Torneo de Juniores de Cannes (Sub-18): 1978, 1981.
- Torneo de Saint-Malo (Sub-17): 1975, 1978.
- Toto Cup (Austria) (Sub-17): 1988, 1991.
- Tournoi du Val-de-Marne (Sub-16): 2008, 2009.
- Torneo La Manga (Sub-17): 2009.
- Torneo 4 Naciones de Alemania (Sub-17): 2006.